# Vaterpolo klub Val Prčanj
Vaterpolo klub "Val" je vaterpolo klub iz mjesta Prčnja u Boki kotorskoj u Crnoj Gori.
Klub je zapravo kadetska postava "Primorca".
Zaslužne osobe ovog kluba su njegov tajnik Joško Katelan (koji je za svoj rad dobio i općinsku nagradu),pomorski kapetan Zoran Usanović, braća Brguljan i ostali mještani i prijatelji kluba iz Prčnja. 

## Poznati igrači
- Mario Brguljan[2]
- Darko Brguljan[2]
- Matija Brguljan[2]

## Klupski uspjesi
U sezoni 2006/07. izborili su sudjelovanje u LENA kupu u sezoni 2007/08., pobjedom u doigravanju za 4. mjesto nad "Bijelom".
U sezoni 2008/09. izborili su sudjelovanje u LENA kupu u sezoni 2009/10.

## Vanjske poveznice
- Povijesni uspjeh